# 戸川達敏
戸川 達敏（とがわ みちとし、天保元年（1830年） - 明治27年（1894年））は、江戸時代の旗本（交代寄合）・知行5000石。通称は主馬助。

## 経歴
讃岐高松藩6代藩主・松平頼真の弟である松平頼周の子として生まれる。
弘化4年（1847年）、戸川達寛の末期養子となり家督を相続する。
慶應4年（1868年）、鳥羽・伏見の戦いの直後に新政府に帰順を表明。同年5月27日に新政府から朝臣（中大夫）を賜る。
慶應4年（1868年）6月、分家で隠居の身である戸川達本が新政府に帰順すべく長男・達穀を隠居にして次男・達利に家督相続させたい旨を達敏に願い出たため、依頼に応じ達利を連れて江戸に下向し、新政府の弁事（総裁局の庶務官）に嘆願書を提出した。
明治2年（1869年）、版籍奉還により現米支給（給与制）となり、士族・現米150石の下賜となった。同時に江戸屋敷が新政府により接収された。
明治4年（1871年）、廃藩置県の際に家臣56人に5年分の生活扶助金を交付（旗本召抱の家臣は士族に編入されなかったため）して高松に帰郷し、隠棲した。
跡目は長男の眞達が継ぎ、撫川に戻って旧臣で撫川村長をしていた宮田来治の家に身を寄せていたが、24歳で病没した。